# Gohitafla
Gohitafla este o comună din departamentul Zuenoula, regiunea Marahoué, Coasta de Fildeș.